# Comuna Bodoc, Covasna
Bodoc (în maghiară Sepsibodok) este o comună în județul Covasna, Transilvania, România, formată din satele Bodoc (reședința), Olteni și Zălan.

## Obiective istorice
- Castrul roman (sec. II d.C.), astăzi doar ruine.
- Cetatea Herecz (sec. XIII), astăzi ruinată.

## Demografie
Componența etnică a comunei Bodoc
     Maghiari (90,08%)
     Români (3,14%)
     Romi (1,53%)
     Alte etnii (0,16%)
     Necunoscută (5,08%)
Componența confesională a comunei Bodoc
     Reformați (75,25%)
     Romano-catolici (11,77%)
     Ortodocși (2,34%)
     Unitarieni (1,77%)
     Fără religie (1,45%)
     Greco-catolici (1,05%)
     Alte religii (0,85%)
     Necunoscută (5,52%)
Conform recensământului efectuat în 2021, populația comunei Bodoc se ridică la 2.481 de locuitori, în scădere față de recensământul anterior din 2011, când fuseseră înregistrați 2.553 de locuitori. Majoritatea locuitorilor sunt maghiari (90,08%), cu minorități de români (3,14%) și romi (1,53%), iar pentru 5,08% nu se cunoaște apartenența etnică. Din punct de vedere confesional, majoritatea locuitorilor sunt reformați (75,25%), cu minorități de romano-catolici (11,77%), ortodocși (2,34%), unitarieni (1,77%), fără religie (1,45%) și greco-catolici (1,05%), iar pentru 5,52% nu se cunoaște apartenența confesională.

## Politică și administrație
Comuna Bodoc este administrată de un primar și un consiliu local compus din 11 consilieri. Primarul, István Fodor[*], de la Uniunea Democrată Maghiară din România, este în funcție din 2004. Începând cu alegerile locale din 2024, consiliul local are următoarea componență pe partide politice:
|  | Partid                                 | Consilieri | Componența Consiliului | Componența Consiliului | Componența Consiliului | Componența Consiliului | Componența Consiliului | Componența Consiliului | Componența Consiliului | Componența Consiliului | Componența Consiliului | Componența Consiliului | Componența Consiliului |
|  | -------------------------------------- | ---------- | ---------------------- | ---------------------- | ---------------------- | ---------------------- | ---------------------- | ---------------------- | ---------------------- | ---------------------- | ---------------------- | ---------------------- | ---------------------- |
|  | Uniunea Democrată Maghiară din România | 11         |                        |                        |                        |                        |                        |                        |                        |                        |                        |                        |                        |

## Personalități născute aici
- László Miske (n. 1935), actor.

## Imagini

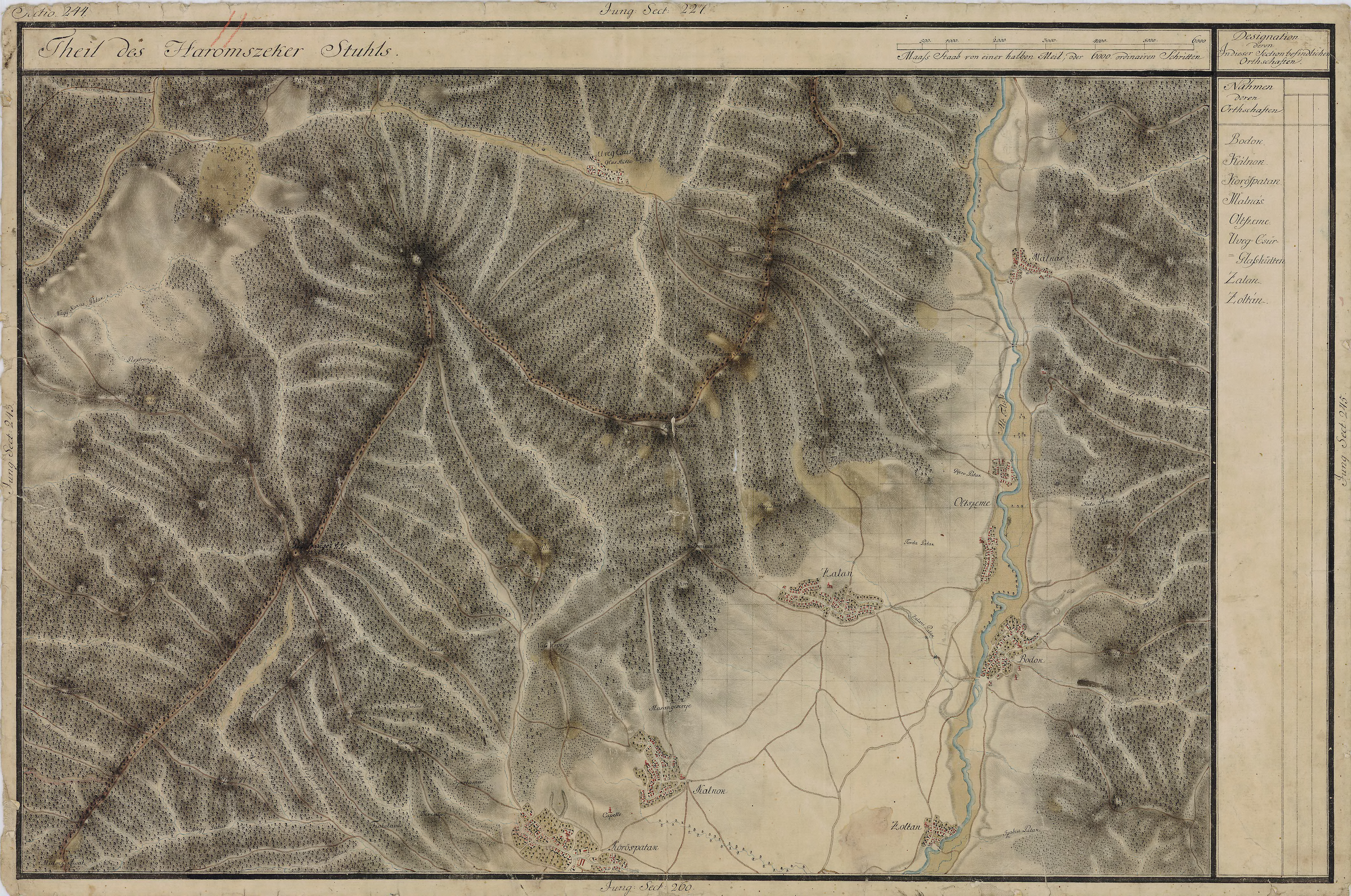
Bodoc în Harta Iosefină a Transilvaniei, 1769-1773